# Hockessin
Hockessin (en anglais ['hoʊkɛsin] ou [hoʊ'kɛsin]) est une census-designated place située dans le comté de New Castle, dans l’État du Delaware, aux États-Unis. Lors du recensement de 2010, sa population s’élevait à 13 527 habitants.

## Origine du nom
Deux hypothèses s’opposent quant à l’origine du nom de la ville. Premièrement, une origine amérindienne : Hockessin viendrait de « hòkèsa », un mot lenape signifiant « morceaux d’écorce ». Seconde hypothèse, le nom viendrait de la prononciation du mot anglais « occasion » par les quakers qui ont peuplé la région.

## Démographie
| 1990   | 2000   | 2010   | - | - | - |
| ------ | ------ | ------ | - | - | - |
| 10 051 | 12 902 | 13 527 | - | - | - |

## Source
- (en) Cet article est partiellement ou en totalité issu de l’article de Wikipédia en anglais intitulé « Hockessin, Delaware » (voir la liste des auteurs).